# Margareta, doamna lui Basarab I
Doamna Margareta sau Marghita era soția lui Basarab I, domnul Țării Românești între 1310-52.

### Religia
Cronica Franciscanilor pune ridicarea Mănăstirii Dominicane din Câmpulung pe o prințesă catolică numită Margareta, soția lui Negru Vodă. Laurențiu Radvan scria in cartea sa, Orașele din Țara Româneacă până la sfârșitul secolului al XVI-lea p.401, că în doamna Marghita|Margareta am putea indentifica pe doamna lui Basarab I. 

### Familia
Ea era soția lui Basarab I și mama lui Nicolae Alexandru și Teodora.